# نوال مينيكر
نوال مينيكر (من مواليد 9 ديسمبر 1997) هي لاعبة ألعاب القوى فرنسية متخصصة في القفز العالي. فازت بالميدالية الفضية في دورة الألعاب الأولمبية الصيفية للشباب 2014 في نانجينغ في عام 2014، خلف يوليا ليفتشينكو. فازت بالميدالية الفضية خلف مورغان لاك في إسكيلستونا في بطولة أوروبا لألعاب القوى للناشئين 2015.
بدأت تدريبها على يد ميكائيل هاناني، ومقره في إل باسو، تكساس عام 2022. سجلت أفضل رقم شخصي لها في الأماكن المغلقة بقفزه قدرها 1.92 متر في أوبيير، في فبراير 2023. ثم سجلت ارتفاعًا قدره 1.93 متر في الهواء الطلق في توسان، أريزونا في أبريل 2023. فازت بالقفز العالي في القسم الأول في بطولة أوروبا لألعاب القوى للفرق 2023 في سيليزيا بقفزة بلغت 1.92 متر. في أول ظهور لها في بطولة العالم تأهلت لنهائي القفز العالي في بطولة العالم لألعاب القوى 2023 في بودابست بقفزة بلغت 1.89 متر.
شاركت أيضا في دورة الألعاب الأولمبية الصيفية 2024 في القفز العالي للسيدات وحلت في المركز الحادي عشر في مرحلة النهائية.